# 1955
Il 1955 (MCMLV in numeri romani) è un anno  del XX secolo.

## Eventi

### Gennaio
- 7 gennaio – USA: Marian Anderson è la prima persona di colore ad esibirsi al Metropolitan Opera di New York
- 11 gennaio – Viene fondata la Autobianchi, fabbrica italiana di automobili
- 19 gennaio – Il presidente USA Dwight D. Eisenhower tiene la prima conferenza stampa trasmessa in televisione.
- 24 gennaio – Parigi: una manifestazione promossa da Pierre Poujade vede la partecipazione di circa duecentomila persone. Il movimento da lui promosso, il poujadismo, ebbe un discreto successo politico nella seconda metà degli anni cinquanta.

### Febbraio
- 3 febbraio – Milano: viene fondata la Camera di commercio italo-jugoslava.
- 9 febbraio – Roma: dopo 13 anni di lavori viene inaugurata la prima linea della metropolitana di Roma (la tratta Termini – Laurentina, quella che oggi è la Linea B).
- 24 febbraio – Viene fondato il Central Treaty Organisation, noto anche come Patto di Baghdad

### Marzo
- 1º marzo – Winston Churchill, nel suo ultimo discorso alla Camera dei Comuni, noto come Never despair, annunzia  che l'Inghilterra ha avviato la costruzione della bomba all'idrogeno ma esprime anche la sua inquietudine di fronte alla prospettiva di una distruttiva guerra atomica.
- 2 marzo – USA: Claudette Colvin venne arrestata per aver rifiutato di rinunciare al suo posto su un autobus durante la segregazione razziale negli Stati Uniti d'America
- 9 marzo – Roma: militanti neofascisti assaltano la libreria Rinascita provocando violentissimi scontri. I gruppi parlamentari del PCI e del PSI chiedono lo scioglimento del Movimento Sociale Italiano.
- 10 marzo – al Salone di Ginevra, è presentata al pubblico la FIAT 600.
- 14 marzo – Fausto Coppi e Giulia Occhini sono condannati, per adulterio, a due e tre mesi di carcere con la condizionale.
- 22 marzo – disastro di Morgnano.
- 26 marzo – eccidio di Colombaia di Secchia. L'ex partigiano comunista Guerrino Costi spara col fucile sui democristiani che festeggiano in un'osteria la vittoria alle elezioni per le mutue agricole; il bilancio è di due morti e due feriti.
- 28 marzo
  - Washington: il presidente del Consiglio Mario Scelba incontra Dwight Eisenhower, presidente degli Stati Uniti.
  - inizio della battaglia di Saigon, fra il governo di Ngo Dinh Diem e l'alleanza fra le sette Binh Xuyen, Cao Dai e Hoa Hao.
- 30 marzo – Fronte del porto vince l'Oscar come miglior film.

### Aprile
- 5 aprile – Winston Churchill si dimette da Primo ministro del Regno Unito.
- 18-24 aprile – Indonesia: promossa dal presidente Sukarno, si svolge la Conferenza di Bandung. Vi partecipano i rappresentanti di 29 stati africani e asiatici, determinati a difendere la propria indipendenza negli affari internazionali sfuggendo alla logica bipolare della guerra fredda. I dieci punti della Dichiarazione finale, sulla pace e la cooperazione tra i popoli, sono alla base del movimento dei "paesi non allineati".
- 29 aprile – Italia: il presidente della Camera Giovanni Gronchi, esponente della sinistra democristiana, viene eletto Presidente della Repubblica Italiana al quarto scrutinio con i voti di DC, PCI, PSI, MSI e di una parte dei deputati monarchici.

### Maggio
- 5 maggio – La Repubblica Federale di Germania venne dichiarata pienamente sovrana
- 9 maggio – La Repubblica Federale di Germania entra nella NATO.
- 14 maggio – Varsavia: Albania, Bulgaria, Cecoslovacchia, Polonia, Romania, Ungheria, Repubblica democratica tedesca e Unione Sovietica danno vita al Patto di Varsavia, alleanza militare difensiva opposta alla NATO.
- 15 maggio – Vienna: viene firmato il Trattato di Stato austriaco che ristabilisce un'Austria libera, sovrana e democratica.

### Giugno
- 1º-3 giugno – Conferenza di Messina: i sei stati della CECA delineano le tappe per la creazione del Mercato Europeo Comune (MEC) e dell'agenzia per l'energia atomica (EURATOM).
- 11 giugno – Disastro di Le Mans: durante la gara automobilistica 24 Ore di Le Mans, la Mercedes pilotata da Pierre Levegh, dopo un urto esce di pista e colpisce la folla, muoiono il pilota e ottanta spettatori.
- 16 giugno – Argentina: inizio della cosiddetta Revolución Libertadora, un colpo di Stato che porterà tre mesi dopo alla deposizione del presidente Juan Domingo Perón.

### Luglio
- 6 luglio – Roma: il primo governo di Antonio Segni presta giuramento nelle mani del Presidente Giovanni Gronchi. È un tripartito formato da DC, PLI, PSDI.
- 13 luglio – Londra: la ventinovenne Ruth Ellis, accusata di aver ucciso l'amante, viene impiccata. È l'ultima donna giustiziata nel Regno Unito.
- 17 luglio – Anaheim (Los Angeles): apre Disneyland, il primo di una serie di parchi a tema sui personaggi ideati da Walt Disney.
- 18-26 luglio – Ginevra: s'incontrano i leader delle quattro maggiori potenze: Bulganin (Unione Sovietica), Eisenhower (Stati Uniti), Faure (Francia), Eden (Regno Unito). L'evento sarà ricordato come Conferenza dei Quattro Grandi.
- 22 luglio – Palermo: il cardinale Ruffini si pronuncia pubblicamente contro l'alleanza fra DC e PSI alle elezioni per la Regione Siciliana.

### Agosto
- 1º agosto – Primo volo del Lockheed U-2, aereo statunitense da ricognizione ad alta quota
- 7 agosto – L'atleta Fanny Blankers-Koen vince, a 37 anni, la sua ultima gara ufficiale e il 58º titolo nazionale olandese di Lancio del peso.
- 27 agosto
  - Le truppe di occupazione statunitensi lasciano l'Austria.
  - Viene pubblicata la prima edizione del libro dei Guinness dei primati
- 28 agosto – Emmett Till viene brutalmente assassinato per motivi razziali

### Settembre
- 2 settembre – Milano: al Velodromo Vigorelli, Antonio Maspes, battendo lo svizzero Oscar Plattner, conquista il suo primo titolo iridato nel Campionato del mondo di ciclismo su pista, specialità velocità professionisti
- 6-7 settembre – Pogrom d'Istanbul: saccheggio premeditato e tollerato dalle autorità diretto a colpire la minoranza greca (forte di 100.000 elementi), ma anche ebrei ed armeni che vivevano in città. Molti feriti e 13-16 greci morti durante o dopo il pogrom a causa delle bastonate e degli incendi appiccati.
- 16 settembre – Argentina: un colpo di Stato militare destituisce il presidente Juan Domingo Perón.
- 21 settembre – Venezia: la quindicenne Ira von Fürstenberg sposa il principe Alfonso di Hohenlohe.
- 30 settembre – l'attore americano James Dean perde la vita a ventiquattro anni in un tragico incidente automobilistico mentre si trovava a bordo della sua Porsche 550 Spyder Little bastard (Piccola bastarda). Era diretto a Salinas in compagnia del suo meccanico per prendere parte ad una corsa che si sarebbe tenuta il giorno seguente.

### Ottobre
- 1º ottobre – Il Xinjiang diventa la regione autonoma di  X. Uyghur, annessa 6 anni prima dalla Cina.
- 2 ottobre – creazione in Italia della U.S.A./S.E.TA.F. – United States Army Southern European Task Force.
- 29 ottobre – La nave da battaglia sovietica Novorossiysk esplode ed affonda nella baia di Sebastopoli, uccidendo 608 persone

### Novembre
- 1º novembre – Scoppia la guerra del Vietnam.
- 5 novembre – le truppe di occupazione sovietiche lasciano l'Austria.
- 19 novembre – Italia: va in onda sul Programma Nazionale la prima puntata del quiz televisivo Lascia o raddoppia? condotto da Mike Bongiorno.
- 22 novembre - L'Unione Sovietica fa detonare la sua prima bomba termonucleare.
- 23 novembre – Le Isole Cocos furono trasferite dal controllo del Regno Unito al Commonwealth dell'Australia.
- 27 novembre – La Chiesa battista di Westboro tiene la sua prima funzione religiosa

### Dicembre
- 1º dicembre – Stati Uniti: a Montgomery, in Alabama, Rosa Parks, 42 anni, di colore, rifiuta di cedere il posto sull'autobus a dei bianchi. È il primo atto di un'azione di protesta studiata con l'associazione per i diritti civili di cui Rosa fa parte. I neri sono il gruppo etnico che possiede meno automobili e che quindi utilizza di più i mezzi pubblici. Ecco perché la protesta viene effettuata nel settore dei trasporti. La seconda parte del piano prevede che i neri smettano di utilizzare il trasporto pubblico. E così sarà per un anno intero, fino al pronunciamento della Corte Suprema il 13 novembre 1956.
- 11 dicembre – Roma: in un convegno svoltosi al cinema Cola di Rienzo, a seguito di una scissione della sinistra del Partito Liberale Italiano, nasce il Partito Radicale.
- 14 dicembre – sulla base di una mozione canadese l'Italia entra a far parte delle Nazioni Unite.
- 20 dicembre
  - La firma dell'accordo bilaterale per il reclutamento della manodopera italiana apre la strada all'emigrazione di massa in Germania. Nei decenni successivi partiranno dall'Italia quattro milioni di connazionali, in gran parte meridionali.
  - Nel Regno Unito, la città di Cardiff è dichiarata la capitale del Galles per il governo britannico.
- 31 dicembre – la società automobilistica General Motors diventa la prima compagnia statunitense a fatturare oltre un miliardo di dollari in un anno.

## Nati
Ci sono circa 3 390 voci su persone nate nel 1955; vedi la pagina Nati nel 1955 per un elenco descrittivo o la categoria Nati nel 1955 per un indice alfabetico.

## Morti
Ci sono circa 840 voci su persone morte nel 1955; vedi la pagina Morti nel 1955 per un elenco descrittivo o la categoria Morti nel 1955 per un indice alfabetico.

## Calendario
| Calendario 1955 | Calendario 1955 | Calendario 1955 | Calendario 1955 | Calendario 1955 | Calendario 1955 | Calendario 1955 | Calendario 1955 | Calendario 1955 | Calendario 1955 | Calendario 1955 | Calendario 1955 | Calendario 1955 | Calendario 1955 | Calendario 1955 | Calendario 1955 | Calendario 1955 | Calendario 1955 | Calendario 1955 | Calendario 1955 | Calendario 1955 | Calendario 1955 | Calendario 1955 | Calendario 1955 | Calendario 1955 | Calendario 1955 | Calendario 1955 | Calendario 1955 | Calendario 1955 | Calendario 1955 | Calendario 1955 | Calendario 1955 | Calendario 1955 |
| --------------- | --------------- | --------------- | --------------- | --------------- | --------------- | --------------- | --------------- | --------------- | --------------- | --------------- | --------------- | --------------- | --------------- | --------------- | --------------- | --------------- | --------------- | --------------- | --------------- | --------------- | --------------- | --------------- | --------------- | --------------- | --------------- | --------------- | --------------- | --------------- | --------------- | --------------- | --------------- | --------------- |
|                 | 1               | 2               | 3               | 4               | 5               | 6               | 7               | 8               | 9               | 10              | 11              | 12              | 13              | 14              | 15              | 16              | 17              | 18              | 19              | 20              | 21              | 22              | 23              | 24              | 25              | 26              | 27              | 28              | 29              | 30              | 31              |                 |
| Gennaio         | Sa              | Do              | Lu              | Ma              | Me              | Gi              | Ve              | Sa              | Do              | Lu              | Ma              | Me              | Gi              | Ve              | Sa              | Do              | Lu              | Ma              | Me              | Gi              | Ve              | Sa              | Do              | Lu              | Ma              | Me              | Gi              | Ve              | Sa              | Do              | Lu              |                 |
| Febbraio        | Ma              | Me              | Gi              | Ve              | Sa              | Do              | Lu              | Ma              | Me              | Gi              | Ve              | Sa              | Do              | Lu              | Ma              | Me              | Gi              | Ve              | Sa              | Do              | Lu              | Ma              | Me              | Gi              | Ve              | Sa              | Do              | Lu              |                 |                 |                 |                 |
| Marzo           | Ma              | Me              | Gi              | Ve              | Sa              | Do              | Lu              | Ma              | Me              | Gi              | Ve              | Sa              | Do              | Lu              | Ma              | Me              | Gi              | Ve              | Sa              | Do              | Lu              | Ma              | Me              | Gi              | Ve              | Sa              | Do              | Lu              | Ma              | Me              | Gi              |                 |
| Aprile          | Ve              | Sa              | Do              | Lu              | Ma              | Me              | Gi              | Ve              | Sa              | Do              | Lu              | Ma              | Me              | Gi              | Ve              | Sa              | Do              | Lu              | Ma              | Me              | Gi              | Ve              | Sa              | Do              | Lu              | Ma              | Me              | Gi              | Ve              | Sa              |                 |                 |
| Maggio          | Do              | Lu              | Ma              | Me              | Gi              | Ve              | Sa              | Do              | Lu              | Ma              | Me              | Gi              | Ve              | Sa              | Do              | Lu              | Ma              | Me              | Gi              | Ve              | Sa              | Do              | Lu              | Ma              | Me              | Gi              | Ve              | Sa              | Do              | Lu              | Ma              |                 |
| Giugno          | Me              | Gi              | Ve              | Sa              | Do              | Lu              | Ma              | Me              | Gi              | Ve              | Sa              | Do              | Lu              | Ma              | Me              | Gi              | Ve              | Sa              | Do              | Lu              | Ma              | Me              | Gi              | Ve              | Sa              | Do              | Lu              | Ma              | Me              | Gi              |                 |                 |
| Luglio          | Ve              | Sa              | Do              | Lu              | Ma              | Me              | Gi              | Ve              | Sa              | Do              | Lu              | Ma              | Me              | Gi              | Ve              | Sa              | Do              | Lu              | Ma              | Me              | Gi              | Ve              | Sa              | Do              | Lu              | Ma              | Me              | Gi              | Ve              | Sa              | Do              |                 |
| Agosto          | Lu              | Ma              | Me              | Gi              | Ve              | Sa              | Do              | Lu              | Ma              | Me              | Gi              | Ve              | Sa              | Do              | Lu              | Ma              | Me              | Gi              | Ve              | Sa              | Do              | Lu              | Ma              | Me              | Gi              | Ve              | Sa              | Do              | Lu              | Ma              | Me              |                 |
| Settembre       | Gi              | Ve              | Sa              | Do              | Lu              | Ma              | Me              | Gi              | Ve              | Sa              | Do              | Lu              | Ma              | Me              | Gi              | Ve              | Sa              | Do              | Lu              | Ma              | Me              | Gi              | Ve              | Sa              | Do              | Lu              | Ma              | Me              | Gi              | Ve              |                 |                 |
| Ottobre         | Sa              | Do              | Lu              | Ma              | Me              | Gi              | Ve              | Sa              | Do              | Lu              | Ma              | Me              | Gi              | Ve              | Sa              | Do              | Lu              | Ma              | Me              | Gi              | Ve              | Sa              | Do              | Lu              | Ma              | Me              | Gi              | Ve              | Sa              | Do              | Lu              |                 |
| Novembre        | Ma              | Me              | Gi              | Ve              | Sa              | Do              | Lu              | Ma              | Me              | Gi              | Ve              | Sa              | Do              | Lu              | Ma              | Me              | Gi              | Ve              | Sa              | Do              | Lu              | Ma              | Me              | Gi              | Ve              | Sa              | Do              | Lu              | Ma              | Me              |                 |                 |
| Dicembre        | Gi              | Ve              | Sa              | Do              | Lu              | Ma              | Me              | Gi              | Ve              | Sa              | Do              | Lu              | Ma              | Me              | Gi              | Ve              | Sa              | Do              | Lu              | Ma              | Me              | Gi              | Ve              | Sa              | Do              | Lu              | Ma              | Me              | Gi              | Ve              | Sa              |                 |

## Premi Nobel
In quest'anno sono stati conferiti i seguenti Premi Nobel:
- per la Chimica: Vincent du Vigneaud
- per la Fisica: Polykarp Kusch, Willis Eugene Lamb
- per la Letteratura: Halldór Laxness
- per la Medicina: Axel Hugo Theodor Theorell
- per la Pace: non assegnato